# Shelby Young
Shelby Young est une actrice américaine née le 8 avril 1992 en Floride.

## Carrière
Elle commence sa carrière en 2001 sous les traits de Sue Ann Butler dans la série Going to California, diffusée sur Showtime. De 2005 à 2008 elle se fait connaître dans Tout le monde déteste Chris mais sa carrière décolle lorsqu'elle rejoint le casting de la série Des jours et des vies. Outre ses petits rôles au cinéma, elle tourne dans plusieurs courts-métrages et prête sa voix au personnage d'Annie dans le blockbuster Dead Rising 3. Aux États-Unis, sa voix est également associée à une série de publicités réalisées pour le groupe agroalimentaire General Mills. Elle compte notamment à son actif le doublage de pubs pour leurs marques de céréales Lucky-Charms, Coco Puff et Trix.

## Filmographie

### Cinéma
- 2005 : The Naked Brothers Band: The Movie de Polly Draper, une fan
- 2006 : Waltzing Anna de Doug Bollinger, Catherine Rhoades
- 2008 : Wild Child de Nick Moore, Ruby
- 2010 : The Social Network de David Fincher, K.C.
- 2013 : The Midnight Game de A.D. Calvo, Rose
- 2014 : 2 milk 1 bath de Stanley Yung, Siena
- 2015 : Them de Michael Soccio, Anna Carson
- 2015 : Cowdor de Phil Wurtzel, Vivian Miller
- 2015 : Night light de Bryan Woods, Robin

### Télévision
- 2001 : Going to California, Sue Ann Butler
- 2005 - 2008 : Tout le monde déteste Chris, Jennifer Thompson
- 2006 : Freddie, Emma
- 2006 : Ghost Whisperer, La jeune Stacy
- 2009 - 2011 : Des jours et des vies, Kinsey (62 épisodes)
- 2011 : Awkward, Danielle (Saison 1, épisode 9)
- 2011 : American Horror Story, Leah (Saison 1, épisodes 1, 2, 6)
- 2012 : Esprits Criminels, Mackenzie Acklin (Saison 8, épisode 3)
- 2017-2018 : Star Wars : Forces du destin : princesse Leia Organa, princesse Kneesaa (voix)
- 2021-2024 : Star Wars: The Bad Batch : capitaine Bragg, Lenk, droïde tactique, Ailish, droïde nourrice (voix)
- 2023 : Ahsoka : C1-D1

## Doublage
- 2006 : La Nativité de Catherine Hardwicke, Naomi
- 2007 : Le Secret de Terabithia de Gábor Csupó, Ellie Aarons
- 2008 : Dead Rising 3, Annie